# Cruz de Piedra, Chiapas
Cruz de Piedra är en ort i Mexiko.   Den ligger i kommunen Siltepec och delstaten Chiapas, i den sydöstra delen av landet, 800 km sydost om huvudstaden Mexico City. Cruz de Piedra ligger 1 297 meter över havet och antalet invånare är 205.
Terrängen runt Cruz de Piedra är bergig åt sydost, men åt nordväst är den kuperad. Runt Cruz de Piedra är det ganska glesbefolkat, med 50 invånare per kvadratkilometer. Närmaste större samhälle är El Porvenir de Velasco Suárez, 15,7 km sydost om Cruz de Piedra. I omgivningarna runt Cruz de Piedra växer huvudsakligen savannskog.